# Utrecht aan Zee
Utrecht aan Zee is een serie van twaalf korte films van twaalf minuten over Utrechtse kunstenaars en hun relatie met Utrecht, die een aantal van hen aantrok, maar vaak ook afstootte. Voor allen geldt dat ze belangrijk zijn voor de verbeelding van de stad.
De serie is uitgezonden door de regionale televisiezender Regio TV Utrecht en is ook te zien geweest op het Nederlands Film Festival in 2005.
Het geheel is geregisseerd en geproduceerd door Jan van den Berg.
De serie bestaat uit twaalf delen, waarbij in elk deel een van de onderstaande kunstenaars centraal staat:
- Gerrit Rietveld
- Sybold van Ravesteyn
- Joop Moesman
- C.C.S. Crone
- Gijs Hendriks
- Jos Stelling
- Elselien van der Graaf
- Paul Bruinen
- Frans Franciscus
- Mahmud Massad
- Ingmar Heytze
- Marjon Reinders